# Marine royale (Maroc)
Pour les articles homonymes, voir Marine royale.
 (janvier 2015).
La Marine royale est la composante navale des Forces armées royales du Maroc. Fondée en 1960 sous le règne de Mohammed V, elle a pour mission de protéger les côtes et la zone économique exclusive de ce pays maritime, ainsi que d'assurer la sécurité du détroit de Gibraltar et la lutte contre la contrebande.

## Histoire
La Marine Royale a été créée sous le gouvernement Abdellah Ibrahim par un arrêté du 30 avril 1960 du ministre de la Défense nationale Mohammed Aouad, complétant un arrêté du 2 août 1956 — sous le gouvernement Bekkaï I — sur la création des corps de troupe des Forces armées royales, tel que modifié par des arrêtés des 9 et 21 septembre 1957, puis des 23 juin et 18 décembre 1958. Dans cet arrêté, l'article premier précise l'instauration de l'unité administrative no 1 de la Marine Royale, et le second qu'elle prend effet à compter du 1er avril 1960.

## Bases navales
Ses plus grandes bases navales sont situées à Ksar Sghir et à Casablanca, de moindres bases se trouvant à Agadir, Nador et Dakhla. La Marine Royale du Maroc dispose d'un effectif total de 12 000 hommes dont plus de 2 000 fusiliers marins.
La nouvelle base de Ksar Sghir qui est situé au nord du royaume, est l'unique base à usage strictement militaire du Maroc et l'une des plus importantes du pays. L'armée royale marocaine a indiqué que ces nouvelles installations seront une base pour les bâtiments de la Marine Royale qui assurent la protection des côtes nord du pays. D'un coût estimé à 140 million de dollars.

## Infanterie de marine
La marine royale dispose pour des missions de débarquement et d'opérations spéciales d'un corps de plus de 2 000 fusiliers marins regroupé en 3 Bataillons de Fusiliers-Marins (BFM) situés à Al Hoceima, Agadir et Dakhla, et des détachements (compagnie) à Casablanca et Laâyoune.
Ils sont équipés de véhicules tactiques légers tels HMMWV, Jeep, camions. Les fusiliers marins sont armés de missiles antichars, mitrailleuses lourdes et canons de 23 mm (dont certains montés sur Hummer ou autres véhicules léger), de mortiers de 120, canons sans recul, et tout le matériel de communications et d'infanterie.
Chaque bataillon aligne environ 600 hommes et se compose de 3 compagnies d'infanterie et d'une compagnie d’opérations spéciales (débarquement, infiltration, sabotage, renseignement...)
Pour assumer les missions des fusiliers-marins, la Marine Royale met à leur disposition, entre autres, cinq bâtiments de transport/débarquement de type LST Newport, Batral, Edic, en plus des chalands et engins type bateau pneumatique (certains armés) et les hélicoptères Panther des Forces Aéronavale (d'autres hélicoptères vont être commandés).

## Équipements
La marine royale marocaine se modernise et monte en puissance à partir des années 2010. En 2019, elle dispose de 6 frégates et 20 patrouilleurs mais souffre encore de faiblesses pour ses aéronefs, la guerre des mines et elle ne dispose pas de sous-marins contrairement à ses voisins directs, l'Espagne et l'Algérie. En 2019, la marine royale s'entraine à bord des sous-marins portugais.
| Classe                                 | Numéro       | Nom                          | Déplacement  | Admis au service |              | Notes                                                |
| Frégates (6)                           | Frégates (6) | Frégates (6)                 | Frégates (6) | Frégates (6)     | Frégates (6) | Frégates (6)                                         |
| -------------------------------------- | ------------ | ---------------------------- | ------------ | ---------------- | ------------ | ---------------------------------------------------- |
| Fremm                                  | 701          | Mohammed VI                  | 6 000 t      | 2014             |              | Navire amiral                                        |
| Sigma                                  | 613          | Tarik Ben Ziyad              | 2 340 t      | 2011             |              |                                                      |
| Sigma                                  | 614          | Sultan Moulay Ismaïl         | 2 100 t      | 2011             |              |                                                      |
| Sigma                                  | 615          | Allal Ben Abdellah           | 2 100 t      | 2012             |              |                                                      |
| Floréal                                | 611          | Mohammed V                   | 2 950 t      | 2002             |              |                                                      |
| Floréal                                | 612          | Hassan II                    | 2 950 t      | 2003             |              |                                                      |
| Corvette (1)                           |              |                              |              |                  |              |                                                      |
| Descubierta                            | 501          | L.C. Errahmani               | 1 480 t      | 1983             |              | Navire-école                                         |
| Patrouilleurs (20)                     |              |                              |              |                  |              |                                                      |
| OPV 70                                 | 341          | Bir Anzarane                 | 800 t        | 2011             |              |                                                      |
| OPV-64 (en)                            | 318          | Raïs Bargach                 | 650 t        | 1995             |              |                                                      |
| OPV-64 (en)                            | 319          | Raïs Britel                  | 650 t        | 1996             |              |                                                      |
| OPV-64 (en)                            | 320          | Raïs Charkaoui               | 650 t        | 1996             |              |                                                      |
| OPV-64 (en)                            | 321          | Raïs Maaninou                | 650 t        | 1997             |              |                                                      |
| OPV-64 (en)                            | 322          | Raïs Al Mounastiri           | 650 t        | 1997             |              |                                                      |
| Osprey 55                              | 308          | El Lahiq                     | 550 t        | 1987             |              |                                                      |
| Osprey 55                              | 309          | El Tawfiq                    | 550 t        | 1988             |              |                                                      |
| Osprey 55                              | 316          | El Hamiss                    | 550 t        | 1990             |              |                                                      |
| Osprey 55                              | 317          | El Karib                     | 550 t        | 1990             |              |                                                      |
| Cormoran                               | 310          | Lieutenant De Vaisseau Rabhi | 425 t        | 1987             |              | Modernisés en 2013                                   |
| Cormoran                               | 311          | Errachiq                     | 425 t        | 1987             |              | Modernisés en 2013                                   |
| Cormoran                               | 312          | El Akid                      | 425 t        | 1988             |              | Modernisés en 2013                                   |
| Cormoran                               | 313          | El Maher                     | 425 t        | 1988             |              | Modernisés en 2013                                   |
| Cormoran                               | 314          | El Majid                     | 425 t        | 1989             |              | Modernisés en 2013                                   |
| Cormoran                               | 315          | El Bachir                    | 425 t        | 1989             |              | Modernisés en 2013                                   |
| Classe Lazaga                          | 304          | Commandant Al Khattabi       | 300 t        | 1981             |              | Navires lance-missiles 306 et 307 modernisés en 2008 |
| Classe Lazaga                          | 305          | Commandant Boutouba          | 300 t        | 1981             |              | Navires lance-missiles 306 et 307 modernisés en 2008 |
| Classe Lazaga                          | 306          | Commandant El Harty          | 300 t        | 1982             |              | Navires lance-missiles 306 et 307 modernisés en 2008 |
| Classe Lazaga                          | 307          | Commandant Azouggarh         | 300 t        | 1982             |              | Navires lance-missiles 306 et 307 modernisés en 2008 |
| Navires auxiliaires et de débarquement |              |                              |              |                  |              |                                                      |
| Champlain                              | 402          | Daoud Ben Aicha              | 1 330 t      | 1977             |              | Modernisés en 1995/1996                              |
| Champlain                              | 403          | Ahmed Es Skali               | 1 330 t      | 1977             |              | Modernisés en 1995/1996                              |
| Champlain                              | 404          | Abou Abdallah El Ayachi      | 1 330 t      | 1977             |              | Modernisés en 1995/1996                              |
| Newport                                | 407          | Sidi Mohammed Ben Abdallah   | 8 500 t      | 1972/1994        |              | En réserve depuis 2015                               |
| BSL                                    | 408          | Ad Dakhla                    | 2 200 t      | 1997             |              |                                                      |
| LCT                                    | 409          | Sidi Ifni                    |              | 2016             |              |                                                      |
| BHO2M                                  |              | Dar al Beida                 | 2 600 t      | 2018             |              |                                                      |
| Damen Stan Tug 2208                    | A02          | Al Mounkid                   | 280 t        | 2015             |              |                                                      |

- Vedettes P-32
  - El Wacil (203)
  - El Jail (204)
  - El Mikdam (205)
  - El Khafir (206)
  - El Haris (207)
  - Essahir (208)
  - Erraid (209)
  - Erraced (210)
  - El Kaced (211)
  - Essaid (212)
- RPB 20
- Damen Interceptor 1503
- Aéroglisseur Griffon (en)
- Vedettes Arcor-53, Arcor-46, Arcor-17

### Aviation navale
En 2019, les aéronefs en service sont :
| Aéronefs            | Origine          | Type                         | En service       | Versions           | Notes            | Images           |
| Mission spéciale    | Mission spéciale | Mission spéciale             | Mission spéciale | Mission spéciale   | Mission spéciale | Mission spéciale |
| ------------------- | ---------------- | ---------------------------- | ---------------- | ------------------ | ---------------- | ---------------- |
| Beechcraft King Air | États-Unis       | Avion de patrouille maritime | 2                | King Air 350 (MPA) |                  |                  |
| Hélicoptères        |                  |                              |                  |                    |                  |                  |
| AS.565MA            | France           | Hélicoptère polyvalent       | 3                |                    |                  |                  |
| Bell 412            | États-Unis       | Hélicoptère polyvalent       | 2                |                    |                  |                  |

#### Anciens aéronefs
| Aéronefs                | Origine     | Type                         | En service | Versions | Notes | Images |
| ----------------------- | ----------- | ---------------------------- | ---------- | -------- | ----- | ------ |
| Britten-Norman Defender | Royaume-Uni | Avion de patrouille maritime | 14         |          |       |        |